# Campionato del mondo di scacchi 2014
Il campionato del mondo di scacchi 2014 è stato un incontro tra il campione del mondo in carica Magnus Carlsen e Viswanathan Anand, che ha guadagnato il diritto di sfidarlo vincendo un torneo dei candidati a otto giocatori. Carlsen si è confermato campione vincendo il confronto per 6,5 a 4,5, con tre vittorie e una sconfitta.
La manifestazione si è svolta a Soči, in Russia, dall'8 al 23 novembre.

## Qualificazioni
La fase di qualificazione al mondiale 2014 si è svolta tramite tre tornei: la Coppa del Mondo, il Grand Prix e il torneo dei candidati.

### Coppa del Mondo
La Coppa del Mondo 2013 è stato un torneo ad eliminazione diretta tra 128 giocatori, svoltosi a Tromsø, in Norvegia, dall'11 agosto al 5 settembre, e metteva in palio due posti per il torneo dei candidati.
I partecipanti si sono qualificati al torneo in parte attraverso il rating, in parte attraverso tornei continentali e zonali e in piccola parte per altri criteri (ad esempio, erano automaticamente qualificati gli ultimi due campioni mondiali juniores e la campionessa mondiale femminile).
Il vincitore è stato Vladimir Kramnik, che ha sconfitto in finale Dmitrij Andrejkin per 2,5 a 1,5.

### Grand Prix
Il Grand Prix è stato una serie di sei tornei, svoltisi in sei località differenti, al quale erano previsti 18 partecipanti, scelti in parte attraverso il rating, in parte per i risultati nel precedenti cicli mondiali e in parte attraverso degli inviti; il regolamento prevedeva che ogni giocatore partecipasse a quattro dei sei tornei, con la classifica determinata dai tre migliori risultati ottenuti. I primi due classificati si qualificavano al torneo dei candidati.
Nonostante alcune sostituzioni nei partecipanti e lo spostamento di alcuni tornei dalle sedi previste, il Grand Prix si è svolto nelle date previste (a differenza di quanto accaduto nella prima edizione della competizione).
Il vincitore è stato Veselin Topalov, che ha vinto due dei quattro tornei a cui ha partecipato (uno dei quali ex aequo), mentre al secondo posto di è classificato Şəhriyar Məmmədyarov, anche lui con due vittorie di tappa (una ex aequo e una in solitario).

### Torneo dei candidati
Il torneo dei candidati, giocato con doppio girone all'italiana, si è svolto dal 14 al 30 marzo 2014 a Chanty-Mansijsk, in Russia, tra otto giocatori:
- Viswanathan Anand, come ex campione del mondo (sconfitto nel mondiale 2013);
- Vladimir Kramnik e Dmitrij Andrejkin, finalisti della Coppa del Mondo 2013;
- Veselin Topalov e Şəhriyar Məmmədyarov, i primi due classificati del Grand Prix 2012-2013;
- Lewon Aronyan e Sergej Karjakin, i due giocatori, non già qualificati, con la miglior media Elo tra agosto 2012 e luglio 2013;
- Pëtr Svidler, scelto dall'organizzatore del torneo.

La cadenza di gioco è stata di 120 minuti per le prime 40 mosse, 60 minuti per le successive 20 e 15 minuti per finire, con un incremento di 30 secondi a partire dalla 61ª mossa.
| Pos. | Giocatore                           | Rating | 1 | 1 | 2 | 2 | 3 | 3 | 4 | 4 | 5 | 5 | 6 | 6 | 7 | 7 | 8 | 8 | Punti | Spareggi        | Spareggi | Spareggi |
| Pos. | Giocatore                           | Rating | 1 | 1 | 2 | 2 | 3 | 3 | 4 | 4 | 5 | 5 | 6 | 6 | 7 | 7 | 8 | 8 | Punti | Scontri diretti | Vittorie | S-B      |
| ---- | ----------------------------------- | ------ | - | - | - | - | - | - | - | - | - | - | - | - | - | - | - | - | ----- | --------------- | -------- | -------- |
| 1    | Viswanathan Anand ( India)          | 2770   |   |   | ½ | ½ | ½ | ½ | ½ | 1 | ½ | ½ | 1 | ½ | ½ | ½ | 1 | ½ | 8,5   |                 |          |          |
| 2    | Sergej Karjakin ( Russia)           | 2766   | ½ | ½ |   |   | 1 | 0 | ½ | ½ | ½ | ½ | 0 | 1 | ½ | 1 | ½ | ½ | 7,5   |                 |          |          |
| 3    | Vladimir Kramnik ( Russia)          | 2787   | ½ | ½ | 1 | 0 |   |   | 1 | ½ | ½ | ½ | ½ | ½ | 0 | ½ | 1 | 0 | 7     | 2,5             |          |          |
| 4    | Şəhriyar Məmmədyarov ( Azerbaigian) | 2757   | 0 | ½ | ½ | ½ | ½ | 0 |   |   | 1 | ½ | 1 | 0 | 1 | ½ | ½ | ½ | 7     | 2               |          |          |
| 5    | Dmitrij Andrejkin ( Russia)         | 2709   | ½ | ½ | ½ | ½ | ½ | ½ | ½ | 0 |   |   | 1 | ½ | ½ | 0 | 1 | ½ | 7     | 1,5             |          |          |
| 6    | Lewon Aronyan ( Armenia)            | 2830   | ½ | 0 | 0 | 1 | ½ | ½ | 1 | 0 | ½ | 0 |   |   | 1 | ½ | ½ | ½ | 6,5   | 1,5             |          |          |
| 7    | Pëtr Svidler ( Russia)              | 2758   | ½ | ½ | 0 | ½ | ½ | 1 | ½ | 0 | 1 | ½ | ½ | 0 |   |   | 1 | 0 | 6,5   | 0,5             |          |          |
| 8    | Veselin Topalov ( Bulgaria)         | 2785   | ½ | 0 | ½ | ½ | 1 | 0 | ½ | ½ | ½ | 0 | ½ | ½ | 1 | 0 |   |   | 6     |                 |          |          |

## Campionato del mondo
Il campionato del mondo si è svolto a Soči, in Russia, dall'8 al 23 novembre. Si è giocato al meglio delle 12 partite, con un giorno di riposo ogni due partite e uno ulteriore tra l'undicesima e la dodicesima. In caso di parità, erano previsti spareggi di gioco rapido, lampo ed eventualmente, infine, una partita Armageddon.
La cadenza di gioco è di 120 minuti per le prime 40 mosse, 60 minuti per le successive 20 e 15 minuti per finire, con un incremento di 30 secondi a partire dalla sessantunesima mossa.
Carlsen ha raggiunto i 6,5 punti necessari a vincere il match vincendo l'undicesima partita; la dodicesima non è quindi stata giocata.
|                            | 1 | 2 | 3 | 4 | 5 | 6 | 7 | 8 | 9 | 10 | 11 | 12 | Totale |
| -------------------------- | - | - | - | - | - | - | - | - | - | -- | -- | -- | ------ |
| Magnus Carlsen ( Norvegia) | ½ | 1 | 0 | ½ | ½ | 1 | ½ | ½ | ½ | ½  | 1  | -  | 6,5    |
| Viswanathan Anand ( India) | ½ | 0 | 1 | ½ | ½ | 0 | ½ | ½ | ½ | ½  | 0  | -  | 4,5    |